# Maxdo Centre

Maxdo Centre es un rascacielos situado en el Distrito de Changning, Shanghái, China. Tiene una altura de 241 metros y 55 plantas.